# 玉ノ井健志
玉ノ井 健志（たまのい たけし、1972年2月21日 - 1992年9月24日）は日本中央競馬会 (JRA) の元騎手。当時は美浦トレーニングセンター・稲葉隆一厩舎所属で、平地競走と障害競走両方に騎乗していた。神奈川県出身。

## 来歴
1990年に第6期生として競馬学校騎手課程を卒業し、JRAの騎手免許を取得する。同期には江田照男、小原義之、村山明らがいる。JRA初騎乗は同年3月4日、第2回中山4日目の第1競走で、15番人気のサンダーポポに騎乗して16着だった。8月11日、第1回函館3日目第1競走アラ系4歳上700万下で4番人気だったモッカンセンプウで勝利し50戦目にしてJRA初勝利を挙げる。デビュー年は合計2勝という成績だった。
1991年1月6日第1回中山2日目第5競走障害4歳上未勝利戦をアイリスターフで障害競走初騎乗。
1992年4月4日第3回中山3日目第5競走障害4歳上未勝利戦をサンライトキングで勝利し、障害競走初勝利を挙げる。
1992年9月19日第4回中山3日目第11競走浦安特別（芝・外回り1600m、平地競走）でドウカンパートに騎乗、向正面で同馬が故障を発症し転倒、落馬した。その際頭部を強打し病院に運ばれたが5日後の24日に脳挫傷のため、死去した。20歳没。同年10月12日に日本中央競馬会葬が中山競馬場で行なわれた。
同レース直前に一緒にいた後藤浩輝は、当時2週間ほど前から急激に親しい関係になっていた。後藤は自著で玉ノ井について、「じゃ、行って来るわ」が最後の言葉だった、落馬後運ばれてくるところに駆け寄ったら判別がつかないほど顔がグシャグシャになっていた、という記述をしている。
1992年は騎手生活3年目で、事故までに27勝と急激に成績を伸ばしつつあった矢先の悲劇となった。中央競馬のレース中の落馬事故による殉職者としては1987年4月26日の東京競馬・障害戦で落馬し、同日死去した斎藤仁作以来17例目。競馬学校騎手課程卒業生として初の殉職者となった。
騎手成績は674戦44勝（うち障害23戦2勝）であった。

## エピソード
重賞騎乗はデビュー年のタマツバキ記念（モッカンセンプウで9着）と3年目の1992年新潟記念（マイネルアーサーで7着）の二度のみである。しかし新潟記念の騎乗については、当日中継を行っていた『スーパー競馬』解説の井崎脩五郎が、騎乗馬が能力不足にもかかわらず第4コーナーまで逃げて先頭を維持し見せ場を作った玉ノ井の手腕について賞賛の声を上げていた。